# Christine Lagarde
Christine Madeleine Odette Lagarde (nhũ danh Lallouette; sinh ngày 1 tháng 1 năm 1956) là một nhà kinh tế, doanh nhân, luật sư và chính trị gia người Pháp.
Khởi nghiệp trong vai trò kinh tế trong văn phòng luật quốc tế Baker McKenzie, bà sau đó đảm nhiệm chức bộ trưởng Bộ Thương mại (2005–2007) rồi bộ trưởng Bộ Nông nghiệp và Thủy sản (2007), bộ trưởng Bộ Kinh tế (2007-2011) – trở thành người phụ nữ đầu tiên nắm giữ vai trò này trong nhóm các quốc gia phát triển G8. Năm 2011, Lagarde được đề cử làm Giám đốc điều hành Quỹ Tiền tệ Quốc tế (IMF) sau bê bối của Dominique Strauss-Kahn, trở thành người phụ nữ đầu tiên giữ chức này. Bà tái đắc cử nhiệm kỳ thứ 2 vào năm 2016.
Năm 2019, sau khi nhận được lời đề nghị từ Hội đồng Châu Âu, Lagarde từ chức Giám đốc của IMF để đảm nhiệm Chủ tịch Ngân hàng Trung ương Châu Âu, trở thành người phụ nữ đầu tiên nắm giữ chức vụ cao nhất về tài chính của lục địa này.